# Полубиньский, Ежи Антоний
Ежи Антоний Полубиньский (пол. Jerzy Antoni Połubiński; 1735, Коссово близ Вильно — 7 августа 1801, Рукойне близ Вильно) — католический религиозный и государственный деятель Речи Посполитой и Великого княжества Литовского, епископ вспомогательный (Ауксилиарий) Вильно, Великий духовный секретарь Великого княжества Литовского (1782—1793). Архидиакон Виленский.

## Биография
Представитель шляхетского рода Полубинские герба Ястржембец. Рукоположен в 1760 году. В 1796 году стал титулярным епископом Лорима и ауксилиарием Тракайским.
В 1782—1793 годах был Секретарём духовным Великого княжества Литовского.
Каноник виленский (1791).
Во время восстания Костюшко руководил Генеральной администрацией духовного управления Виленской епархии.